# روس ميلن
روس ميلن هو محامي وسياسي كندي، ولد في 27 أغسطس 1932 في كندا. حزبياً، نشط في الحزب الليبرالي الكندي. وقد انتخب عضو مجلس العموم الكندي.